# سامو
(سامو) كان تاجراً من الفرنجة من دولة «سينونيان» (سينانغو)، وربما تكون بلدية سين، الواقعة في شمال وسط فرنسا الآن. وكان أول حاكم أو إمبراطور من السلاف (623-658)، وأنشأ بذلك أحد أول الدول السلافية، هذا الاتحاد القبلي يطلق عليه عادة إمبراطورية، عالم، ملكة (الملك) سامو، عالم، المملكة، أو الاتحاد القبلي.